# Romain Allemand
Romain Allemand (La Plagne, 8 dicembre 2006) è uno snowboarder francese, specializzato in slopestyle e big air.

## Biografia
Attivo in gare FIS dal 2020 e specializzato in big air e slopestyle, Allemand ha esordito in Coppa del Mondo il 14 gennaio 2023, chiudendo 18º nel big air di Kreischberg. Il 15 marzo dell’anno successivo ha ottenuto il suo primo podio nel massimo circuito classificandosi 2º a Tignes
.

## Palmarès

### Mondiali juniores
- 1 medaglia:
  - 1 argento (slopestyle a Livigno/Mottolino 2024)

### Coppa del Mondo
- Miglior piazzamento nella classifica generale di freestyle: 35º nel 2024
- 2 podi:
  - 1 secondo posto
  - 1 terzo posto